# Монастир Різдва Пресвятої Богородиці (Пересопниця)

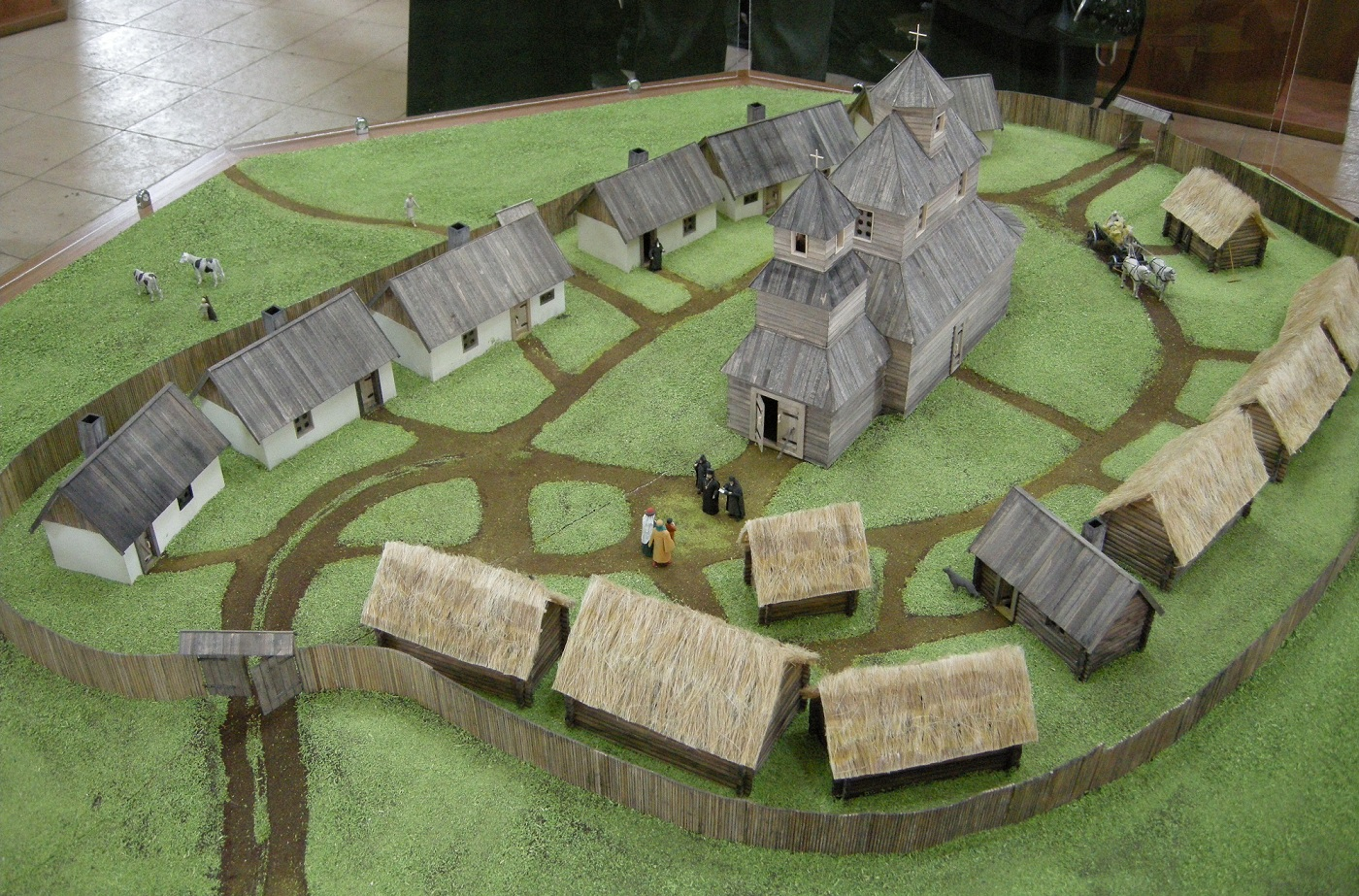
Пересопницький монастир Різдва Пресвятої Богородиці. Макет

Пересопницький монастир на честь Різдва Пресвятої Богородиці  — жіноча обитель у Пересопниці (нині село Рівненського району, Рівненська область). Саме тут було створене всесвітньовідоме Пересопницьке Євангеліє, знаменита пам‘ятка мистецтва Старої, Малої Русі і Рідної України.
За припущеннями дослідників, засновником обителі був князь Мстислав Німий. Король Олександр Казимирович надав 5 березня 1505 року князю Федору Чорторийському грамоту, за якою він отримав право «на вічні часи володіти Пересопницею і монастирем».
Фундуш для монастиря надала, зокрема, Олена Іванівна Горностай з роду князів Чорторийських, дружина старости овруцького Остафія Горностая. Також вона для монастиря склала статут, влаштувала школу для дітей, шпиталь для хворих та бідних.